# コーツヴィル駅
コーツヴィル駅（英語：Coatesville station）は、ペンシルベニア州コーツヴィル サード・アヴェニューおよびフリートウッド・ストリートにある駅。 

## 利用可能な鉄道路線／列車
アムトラックキーストン回廊のコーツヴィル駅に停車する列車は下記の通り。
ハリスバーグとニューヨーク間の昼行中距離列車キーストン・サービス号…1日6往復停車（平日）
フィラデルフィアよりコーツヴィルを経てハリスバーグに至る区間はキーストン・サービス号により高速で列車が運行されている。